# Абдулхамид Моманд
Абдулхамид Моманд (1660 [?], Машо-Хель — 1732 [?]) — афганский поэт, переводчик, последователь «индийского стиля» в поэзии. Поэтическое творчество Абдулхамида Моманда вошло в золотой фонд афганской и пуштунской литературы. Был популярен главным образом среди интеллигенции. За изящество стиля и языка получил звание «мушигаф» («чрезвычайно искусный»). Особенно хорошо владел поэтической формой маснави.

## Биография
Абдулхамид Моманд родился в деревне Машо-Хель (территория сегодняшнего Пакистана, близ Пешавара) в небогатой семье из племени моманд. Как и Абдуррахман Моманд и Хушаль-хан Хаттак, писал на языке пушту.

## Стихотворения
- «Обаяние любви» (Nairang-i-Ishk)
- «Шах и нищий» (Shah Gada)
- собрание од «Жемчужины и кораллы» (Dur-o-Marjan)

## Переводы
- Афганская классическая поэзия. М.: Художественная литература, 1975. С. 99—134. (Пер. Ю. Александрова).